# Baumgartenmühle (Gemeinde Aigen-Schlägl)

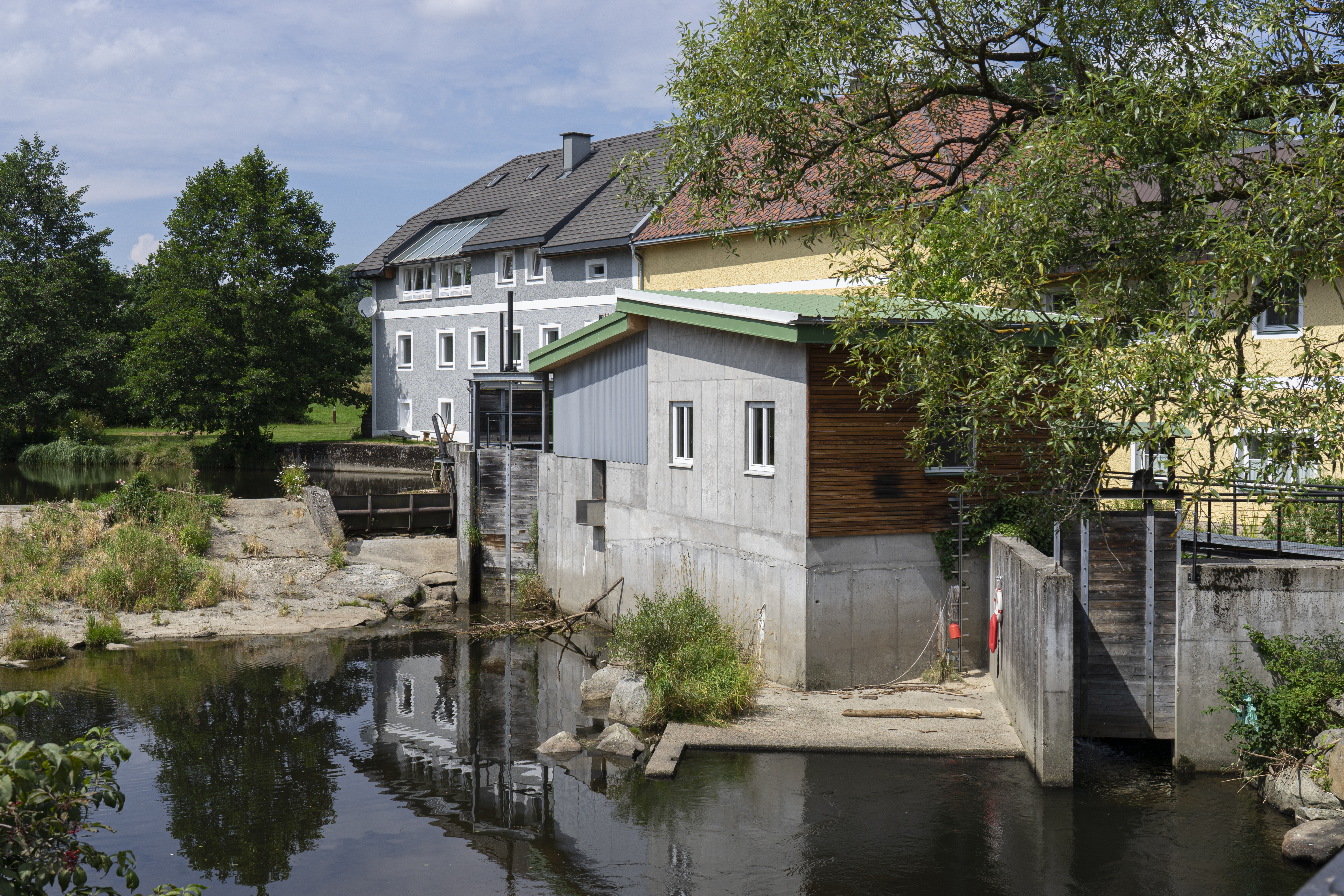
Baumgartenmühle

Die Baumgartenmühle ist eine ehemalige Mühle an der Großen Mühl und eine Ortslage in der Gemeinde Aigen-Schlägl im Bezirk Rohrbach in Oberösterreich.

## Lage und Umgebung

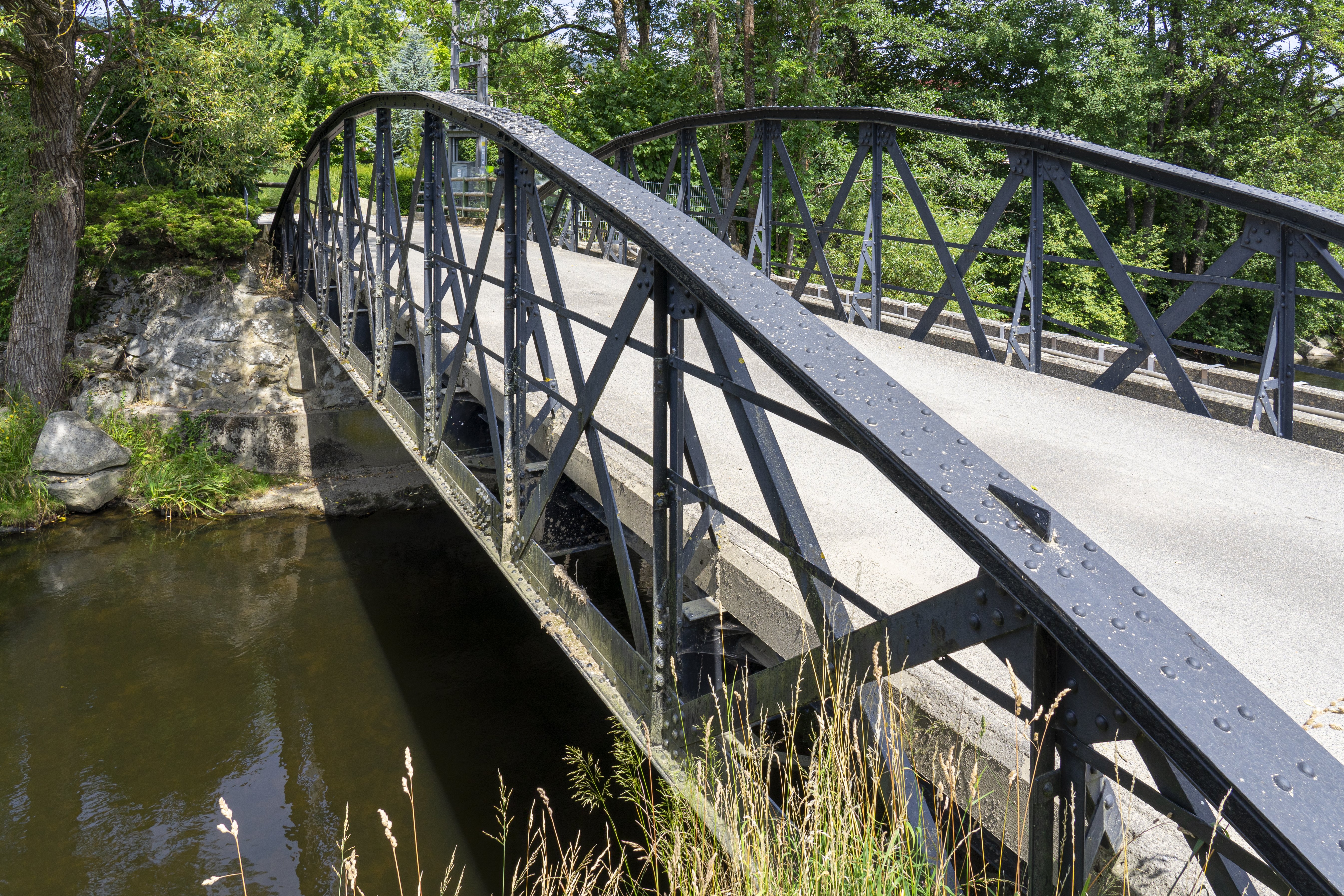
Brücke über die Große Mühl bei der Baumgartenmühle

Die Baumgartenmühle steht auf einer Höhe von 540 m ü. A. am linken Ufer der Großen Mühl. Die Ortslage gehört zur Ortschaft Schlägl. Nördlich der Baumgartenmühle verläuft die Landesstraße L1547 (Ödenkirchener Straße).

## Geschichte
Der erste namentlich bekannte Besitzer der Baumgartenmühle war Georg Plankhenauer im Jahr 1578. Eigentümerfamilien der nachfolgenden Jahrhunderte, die ihren Besitz über Generationen hinweg weitergaben, hießen Bauer, Wöß, Bruckmüller (Bruckmühlner), Gottinger und Wöß. Über die Besitzer Crescentia und Georg Bruckmüller wurde 1909 ein Konkursverfahren eröffnet.
Neue Eigentümer wurden die Eheleute Leitner, die dafür ihr Bauernhaus in Oberneudorf einem ihrer Söhne übergaben und die Baumgartenmühle mit Erfolg führten. Das 28-jährige Familienmitglied Leopold Leitner starb 1924 bei einem Unfall in der Mühle. Im selben Jahr wurde ein Elektrizitätswerk neben der Mühle erbaut. Am anderen Ufer der Großen Mühl befand sich ein zugehöriges Sägewerk, bei dem später ein weiteres Elektrizitätswerk errichtet wurde. Ein neues Wirtschaftsgebäude neben dem Wohnhaus wurde 1927 fertiggestellt. Bei den Bauarbeiten wurde eine als Dachstuhlstütze dienende zwei Meter hohe historische Granitsäule freigelegt, die früher eine Postkutschenstation in Oberhaag markiert hatte.
In der Zwischenkriegszeit kam es zu mehrjährigen juristischen Auseinandersetzungen zwischen den Besitzern der Baumgartenmühle und der weiter flussaufwärts gelegenen Berndlmühle, die zum Teil bis vor den Verwaltungsgerichtshof kamen. Die Berndlmühlbesitzer verlangten mehrere Maßnahmen, um einen schädigenden Rückstau der Baumgartenmühle zu verhindern. Der 18-jährige Rechtsstreit wurde 1937 mit der Entscheidung beendet, das Wehr der Baumgartenmühle um 15 Zentimeter niedriger zu machen.
Auf den Gründen zwischen der Baumgartenmühle und dem Meierhof Schlägl befand sich bis August 1945 ein Kriegsgefangenenlager der US-amerikanischen Besatzung. Das Elektrizitätswerk am rechten Flussufer wurde 1954 mit einer 36-PS-Turbine ausgestattet. Der Mühlenbetrieb der Baumgartenmühle wurde 1963 eingestellt. Etwa bis Ende der 1960er Jahre wurde noch Leinöl ausgeschlagen. In der Holztrockenanlage des Sägewerks kam es im selben Jahr zu einem Brand. Im darauffolgenden Jahr wurde eine neue Sortieranlage errichtet. Weitere Brände am Areal wurden 1981 und 1987 bekämpft. Im Jahr 1988 wurde eine Ölsperre bei der Baumgartenmühle errichtet, nachdem ein Baufahrzeug bei der Berndmühlbrücke stromaufwärts rund 200 Liter Hydrauliköl verloren hatte. Das Sägewerk wurde 1995 geschlossen und 1996 ein Gartencenter eröffnet.
Ein Teil der Baumgartenmühle wurde von Malcolm Poyntner gekauft und dient als Atelier und Galerie für seine Werke.